# 布加勒斯特地鐵1號線
布加勒斯特地鐵1号线（羅馬尼亞語：Linia M1 a metroului din București）是布加勒斯特地鐵的首條路線，長31 km（19.3 mi）。布加勒斯特地鐵1号线於1975年開工，1979年11月16日通車。布加勒斯特地鐵1号线也是布加勒斯特目前唯一一條可以換乘布加勒斯特所有地鐵線的線路。